# Malmstråket
Malmstråket är en årlig längdskidtävling i klassisk stil mellan Skellefteå och Boliden. Tävlingen är ett långlopp (45 km) med masstart. Den ingår i seedningen till Vasaloppet, och arrangeras av Bolidens Skidklubb och Skellefteå Skidklubb tillsammans.
Första Malmstråket arrangerades 22 februari 1970, men beroende på några inställda år (bland annat 2004 och 2010) firades 40-årsjubileum först år 2014. Vissa år har loppet på grund av yttre omständigheter (snöbrist, kyla med mera) genomförts som ett varvlopp i Skellefteå eller Boliden. Det finns även en 19 km-sträcka från Åliden, ibland också med en 6 km-sträcka för juniorer, som utgår från Sjungande Dalen.

## Guldrikets långloppscup
Malmstråket ingår i Guldrikets långloppscup tillsammans med Malmfältsloppet och Nasaloppet.

## Resultat i urval

### 2012
- Johan Samuelsson, SK Järven
- Johanna Nilsson, Norsjö SK

### 2013
- Johan Lövgren, Vännäs SK
- Agneta Lantto-Forsgren, Skellefteå SK

### 2014
- Ted Armgren, Vilhelmina IK
- Susanne Pettersson, Skellefteå SK

### 2015
- Klas Nilsson, Skellefteå XC
- Sofia Lindberg, Robertsfors IK

### 2016
- Markus Ottosson, Skellefteå SK
- Saga Stenman, SK Järven